# Caperonotus cardinalis
Caperonotus cardinalis är en skalbaggsart som först beskrevs av Bates 1870.  Caperonotus cardinalis ingår i släktet Caperonotus och familjen långhorningar. Inga underarter finns listade.